# József Varga (1954)
József Varga (n. Budapest, Hungría, 9 de octubre de 1954) es un exfutbolista y actual entrenador húngaro, que jugaba de defensa y militó en diversos clubes de Hungría, Turquía y Finlandia

## Selección nacional
Con la Selección de fútbol de Hungría, disputó 31 partidos internacionales y anotó solamente un gol. Incluso participó con la selección húngara, en 2 ediciones de la Copa Mundial. La primera participación de Varga en un mundial, fue en la edición de España 1982 y la segunda fue en México 1986. donde su selección quedó eliminada en la primera fase de ambos mundiales.

### Participaciones en Copas del Mundo
| Mundial                        | Sede   | Resultado    |
| ------------------------------ | ------ | ------------ |
| Copa Mundial de Fútbol de 1982 | España | Primera Fase |
| Copa Mundial de Fútbol de 1986 | México | Primera Fase |

## Clubes
| Club            | País      | Año         |
| --------------- | --------- | ----------- |
| Budapest Honvéd | Hungría   | 1973 - 1985 |
| Denizlispor     | Turquía   | 1985 - 1987 |
| Újpest          | Hungría   | 1987 - 1988 |
| FC Lahti        | Finlandia | 1989        |
| Volán FC        | Hungría   | 1989 - 1990 |